# Iridescenza
L'iridescenza è una proprietà ottica di alcune superfici che, illuminate, assumono un ventaglio di tonalità differenti in base all'angolo di osservazione. Hanno questa proprietà le bolle di sapone, alcune conchiglie e ali di insetto.

## Descrizione

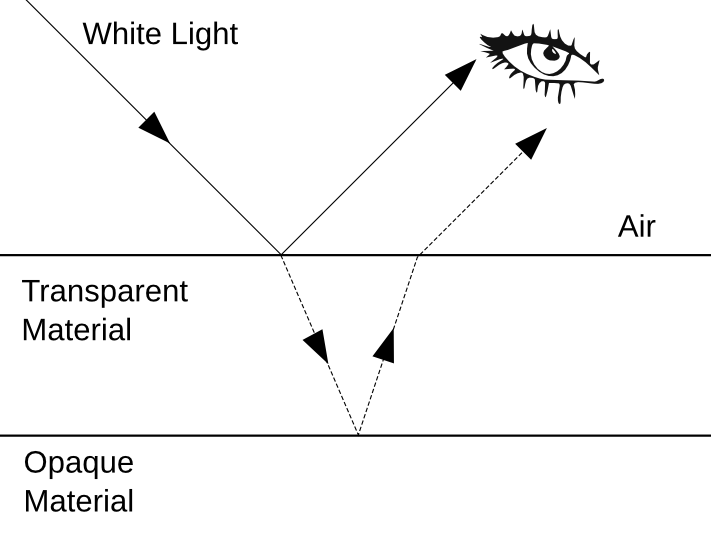
Interferenza di due fasci riflessi

Nel fenomeno di iridescenza, la luce che illumina una superficie viene riflessa con tonalità diverse in base all'angolo di osservazione. Ciò è dovuto all'interferenza tra le successive riflessioni della luce sugli strati molto sottili e semitrasparenti della superficie del corpo (film sottili).
La luce incidente su uno strato semitrasparente viene in parte riflessa subito, in parte invece viaggia fino allo strato successivo, da cui può essere riflessa. I due o più fasci riflessi che si creano hanno fase diversa ed interferiscono, amplificando o attenuando alcuni colori. I colori che vengono amplificati sono diversi in base all'angolo di osservazione determinando l'aspetto, simile ad un arcobaleno, del corpo osservato.

## Etimologia
Il nome deriva da "iride", ossia arcobaleno, che per estensione indica il ventaglio di colori dello spettro visibile. 

## Esempi
Nelle immagini riportate si osserva l'iridescenza di alcune superfici osservabili in natura:

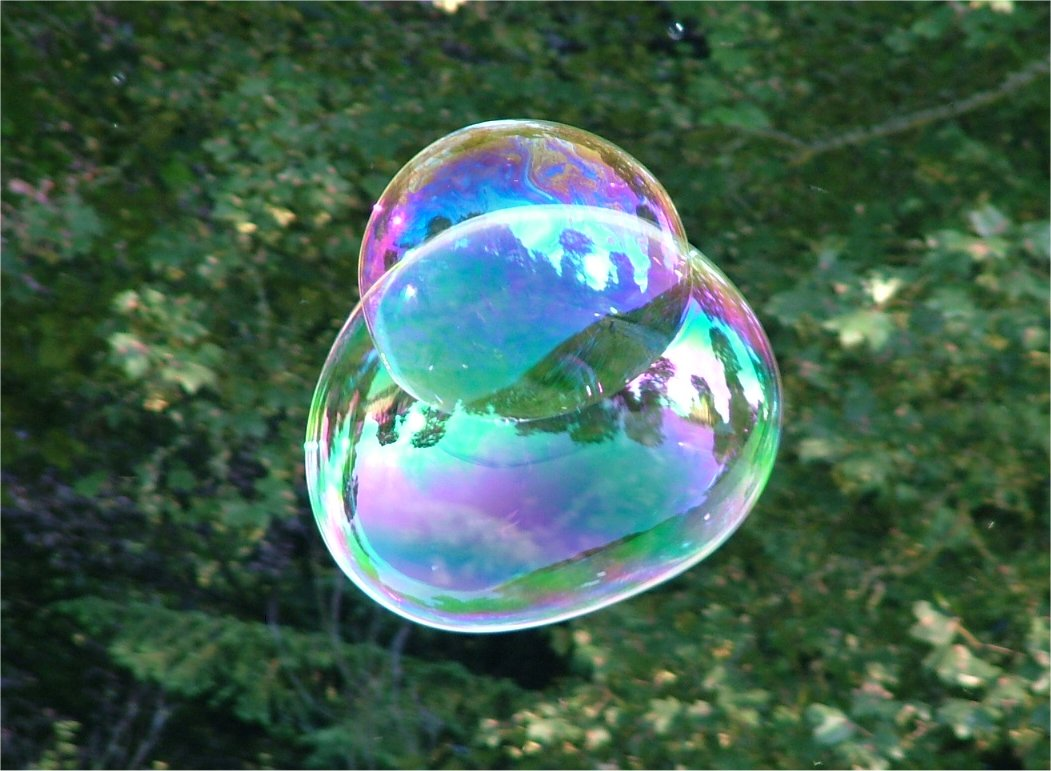
Bolle di sapone.
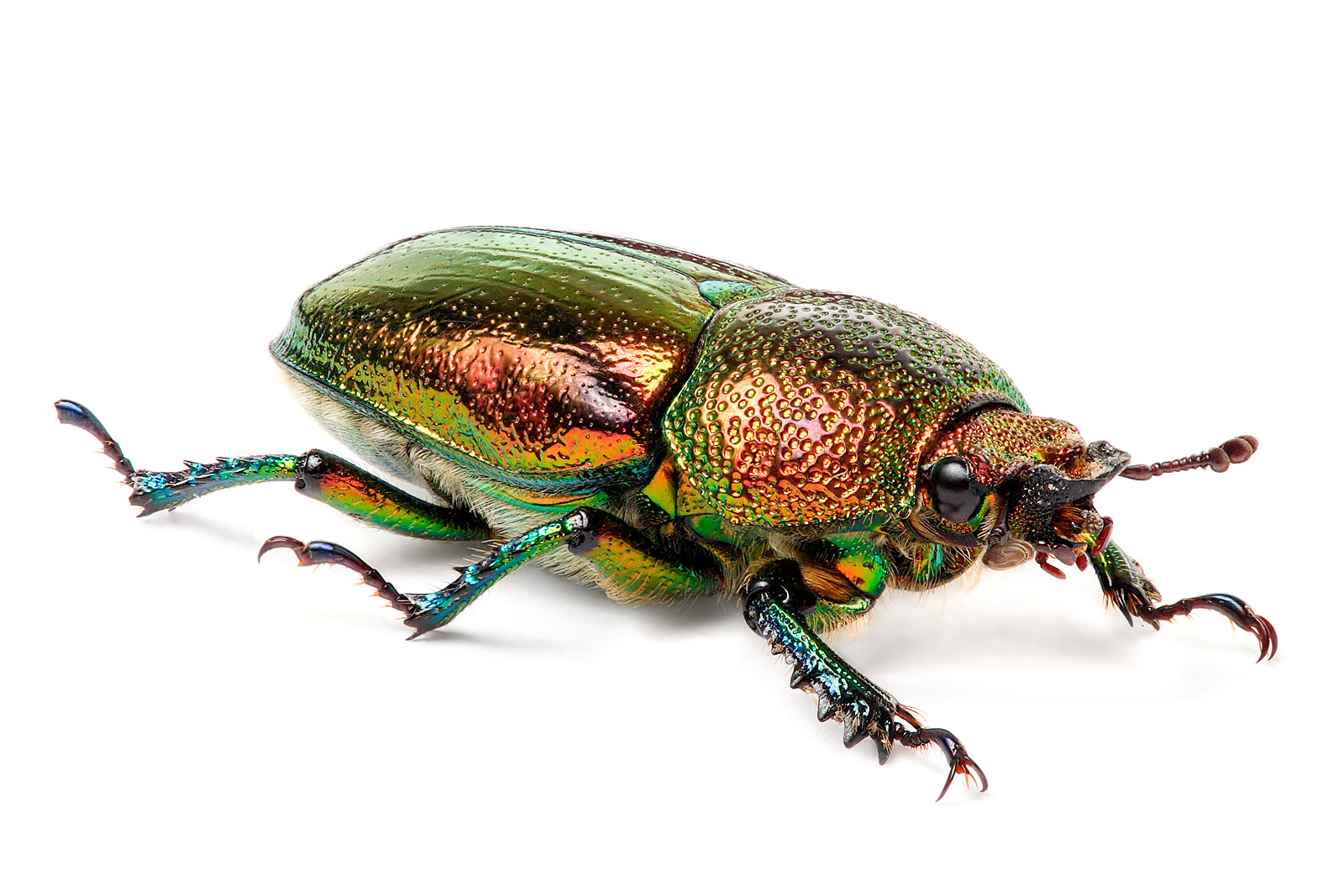
Un coleottero.
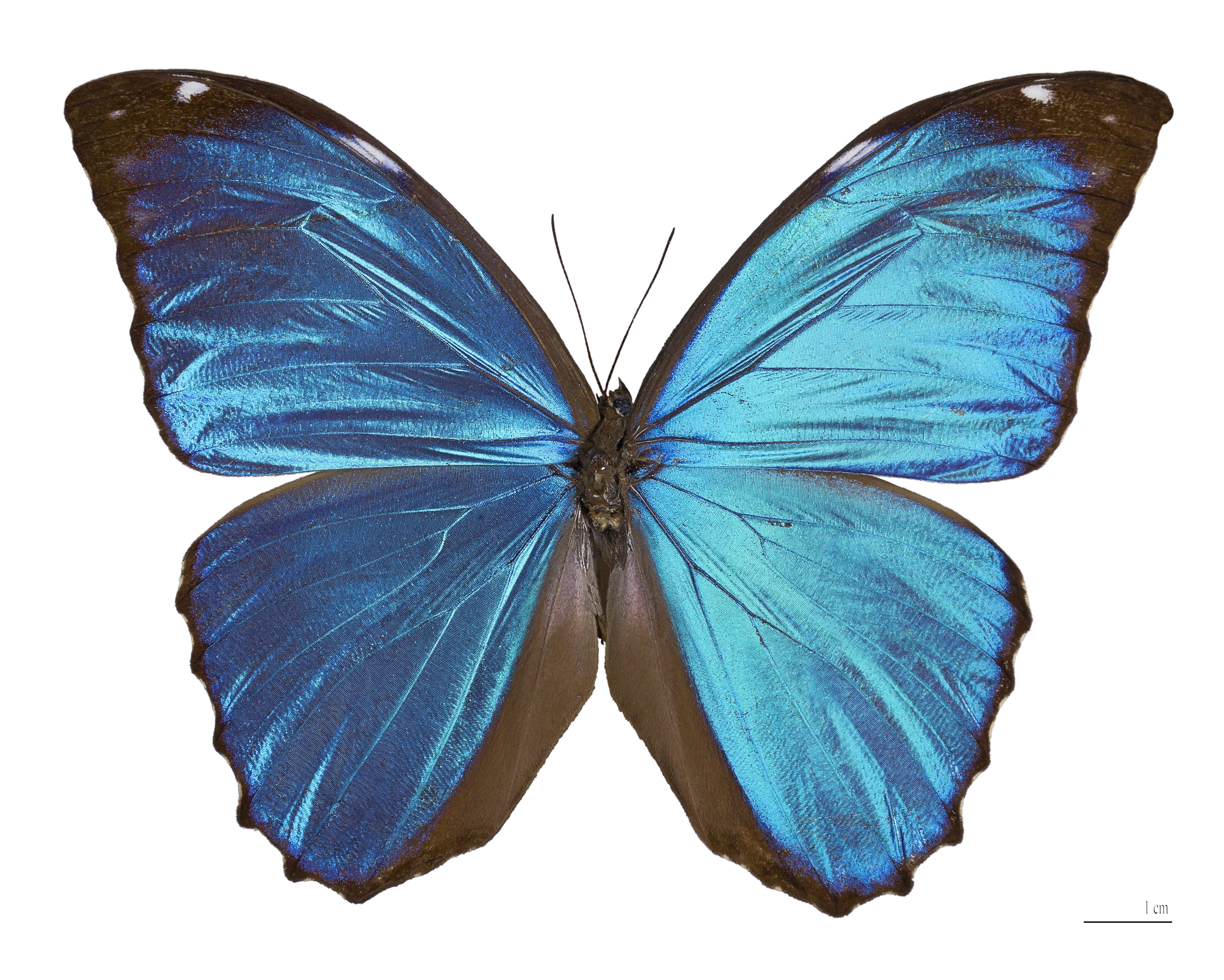
Le ali della farfalla Morpho menelaus.
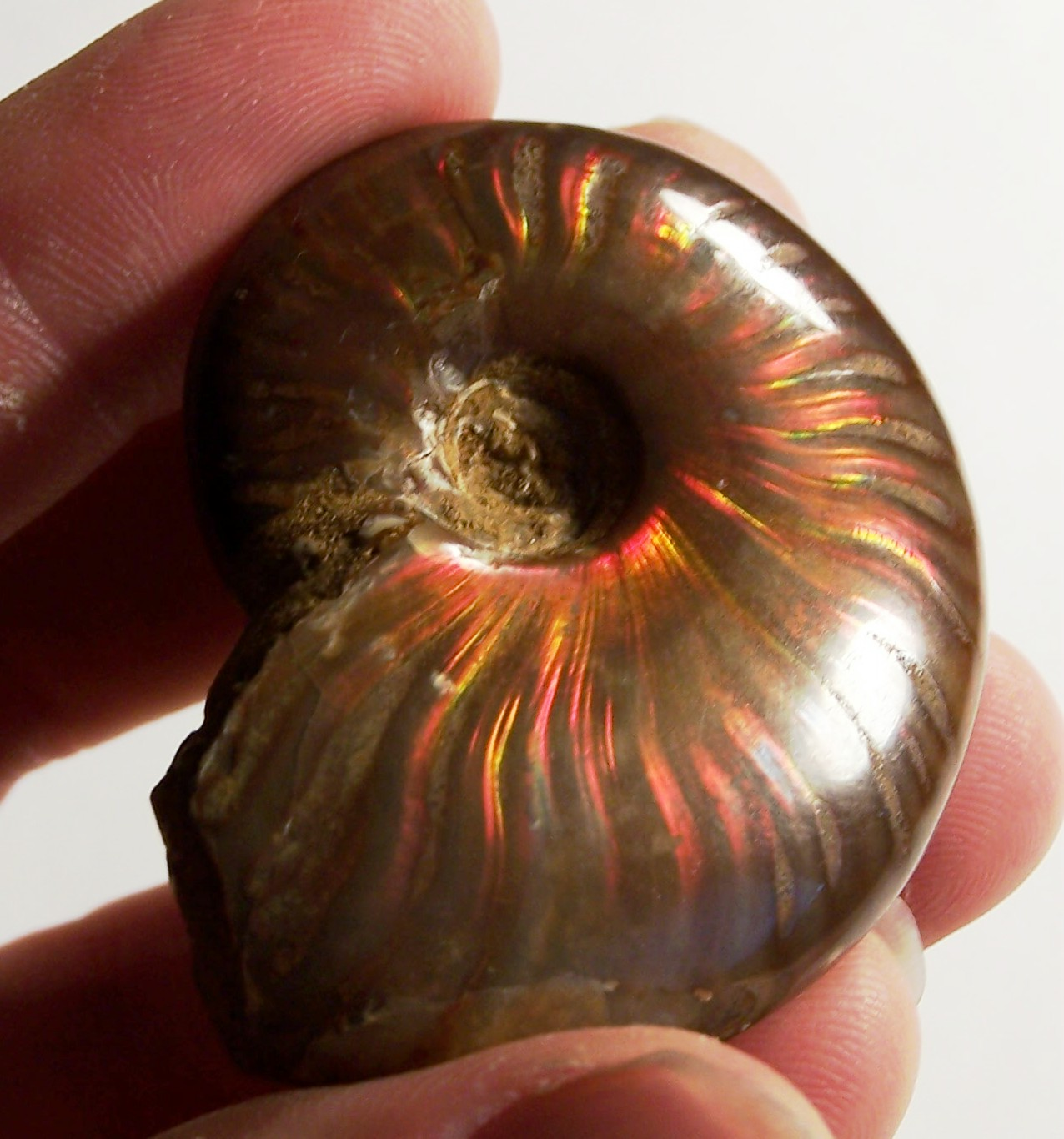
Un'ammonite.
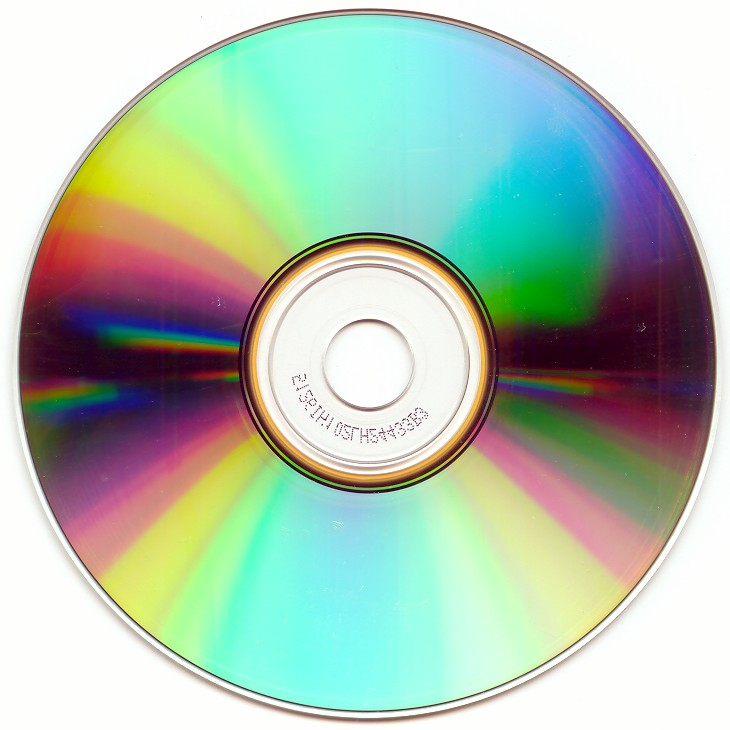
Un CD-R.